# Флаг Будённовского муниципального округа
Флаг Будённовского муниципального округа Ставропольского края Российской Федерации — опознавательно-правовой знак, составленный и употребляемый в соответствии с вексиллологическими правилами, служащий официальным символом муниципального образования.
Утверждён 28 июня 2007 года решением Совета Буденновского муниципального района № 27/190 как флаг Будённовского муниципального района; внесён в Государственный геральдический регистр Российской Федерации с присвоением регистрационного номера 12124.
Решением от 1 февраля 2021 года № 7/98-I переутверждён как флаг Будённовского муниципального округа. 6 июля 2021 года зарегистрирован в Государственном геральдическом регистре с сохранением регистрационного номера.

## Описание и обоснование символики
Описание флага гласит:

Флаг представляет собой прямоугольное полотнище с соотношением сторон 2:3, воспроизводящее развернутую к древку композицию герба Будённовского муниципального округа Ставропольского края в зелёном и жёлтых цветах.— Решение Думы Будённовского муниципального округа от 1 февраля 2021 года № 7/98-I
Флаг разработан на основе герба округа, который возможно определить как «гласный» или «говорящий». Почётная геральдическая фигура — «листовидное» скошение поля гербового щита в виде виноградной грозди и трёх головок остой пшеницы, сообщает «гласность» настоящему флагу и «волнообразностью» своих очертаний намекает на наличие богатого водного бассейна Будённовского округа, в том числе и рек, носящих названия «Кума», «Подкумок» и т. д.
Композиционная структура флага строится по схеме «Андреевского креста». Она напоминает о том, что административный центр округа — город Будённовск — ранее имел название «Святой крест», а также отправляет к ранним христианским преданиям, согласно которым «маршрут Андрея Первозванного с проповедью христианства в среде язычников в значительной степени проходил по нынешней территории Ставропольского края».
Три колоса символизируют, с одной стороны, Святую Троицу, и, с другой — аграрную административно-хозяйственную ориентацию муниципального округа (недаром в старину в этих местах бытовала поговорка «кумские мужики хлебные»). Символика тринадцати ягод виноградной грозди связана с «евангелистскими притчами о „виноградной лозе“ и двенадцатью апостолами, где Иисус Христос — тринадцатый». Последние обстоятельства предполагают толкование флага и в теологической плоскости.
Цвета полотнища флага обозначают:
- жёлтый цвет — Солнце, просвещение, сакральные качества, неподверженность порче, мудрость, стойкость, знатность, честь, превосходство, мужское начало, богатство, совершенство, воссияние Божие, свет, озарение, гармонию и бессмертие;
- зелёный цвет — жизнь, радость, юность, надежду, весну, воспроизведение, природу, рай, изобилие, преуспевание, мир, триумф над смертью и цвет Троицы.

## История
Работа над созданием герба и флага Будённовского муниципального района началась в 2007 году. В ней принимали участие управляющая делами районной администрации Л. М. Демичева (инициатор и организатор работы по созданию герба и флага района), депутат районного Совета В. В. Омельченко, директор краеведческого музея истории Будённовского района Ю. Д. Обухов и художник И. Л. Проститов (автор эскизов герба и флага).

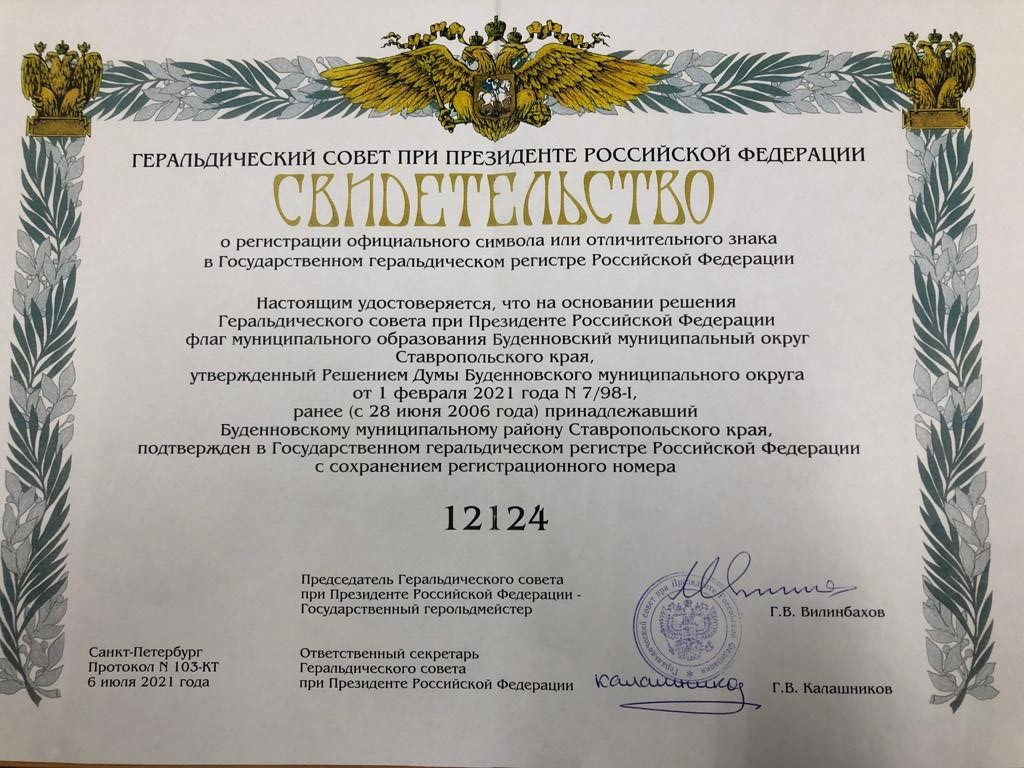
Свидетельство о регистрации флага Будённовского муниципального округа Ставропольского края в Государственном геральдическом регистре РФ

При разработке символики учитывались географические особенности Будённовского района, бо́льшая часть территории которого представляет собой низменную равнину, изрезанную долинами рек, а также муниципально-территориальное устройство района и занимаемые им лидирующие позиции по объёму производства зерна и винограда.
28 июня 2007 года районный совет утвердил официальные символы Будённовского муниципального района — герб и составленный на его основе флаг, которые затем были направлены на рассмотрение в Геральдический совет при Президенте РФ. Последний в своём решении отказал в регистрации флага и рекомендовал доработать его, изменив «направление деления не снизу от древка вверх, к свободному краю, а сверху от древка вниз к свободному краю, как это сделано на самом гербе».
После корректировки флаг района получил положительное заключение Геральдического совета и 24 декабря 2018 года был внесён им в Государственный геральдический регистр под номером 12124.
16 марта 2020 года Будённовский муниципальный район преобразован в Будённовский муниципальный округ.
Решением Думы Будённовского муниципального округа от 1 февраля 2021 г. № 7/98-I установлено, что герб и флаг, ранее принадлежавшие Будённовскому муниципальному району, используются в качестве официальных символов округа. Этим же решением утверждены новые положения о гербе и флаге.
6 июля 2021 года Геральдический совет при Президенте РФ своим решением подтвердил флаг Будённовского муниципального округа в Государственном геральдическом регистре.